# Campionato Dilettanti Abruzzi e Molise 1957-1958
Il Campionato Nazionale Dilettanti 1957-1958 è stato il V livello del campionato italiano. A carattere regionale, fu il primo campionato dilettantistico con questo nome, e il sesto se si considera che alla Promozione fu cambiato il nome assegnandogli questo.
Il campionato era organizzato su base regionale dalle Leghe Regionali e le vincenti di ogni girone venivano ammesse alla successiva fase regionale che attribuiva il titolo di lega, mentre erano complessivamente trentadue squadre, distribuite fra le regioni secondo lo schema della vecchia Promozione, a contendersi lo Scudetto Dilettanti.
Questo è il girone organizzato dalla Lega Regionale Abruzzese per la regione Abruzzi e Molise.
Le squadre molisane, all'epoca appartenenti alla ancora provvisoria regione "Abruzzi e Molise", a causa della distanza dalle altre squadre federali FIGC avevano la facoltà di chiedere l'iscrizione ai campionati indetti dalla Lega Regionale Campana (soprattutto quelle vicine alle province di Caserta, Benevento ed Avellino) oppure a quelli organizzati dalla Lega Regionali Pugliese (vicine alla provincia di Foggia). Le squadre sulla costa, come ad esempio il Termoli, preferivano partecipare ai campionati abruzzesi.

## Squadre partecipanti
| Squadra                  | Città (provincia)              | Stagione precedente |
| ------------------------ | ------------------------------ | ------------------- |
| S.S. Asfalti Abruzzi     | Celano (AQ)                    |                     |
| G.S. Aterno              | Raiano (AQ)                    |                     |
| A.S. Atessa              | Atessa (CH)                    |                     |
| A.S. Carsoli             | Carsoli (AQ)                   |                     |
| S.S. Chieti Scalo        | Chieti                         |                     |
| S.S. Francavilla         | Francavilla al Mare (CH)       |                     |
| A.S. Guardiagrele        | Guardiagrele (CH)              |                     |
| G.S. Nino Mezzanotte     | Pescara (PE)                   |                     |
| Pol. Oratoriana          | L'Aquila (AQ)                  |                     |
| A.C. Popoli              | Popoli (PE)                    |                     |
| S.S. Pro Calcio Pescara  | Pescara (PE)                   |                     |
| A.C. Pro Vasto           | Vasto (CH)                     |                     |
| A.S. Santegidiese        | Sant'Egidio alla Vibrata (TE)  |                     |
| S.S. Sulmona             | Sulmona (AQ)                   |                     |
| U.S. Termoli             | Termoli (CB)                   |                     |
| S.S. Virtus Piano d'Orta | Piano d'Orta di Bolognano (PE) |                     |

## Classifica finale
|  | Pos. | Squadra             | Pt | G  | V  | N  | P  | GF | GS | DR  |
|  | ---- | ------------------- | -- | -- | -- | -- | -- | -- | -- | --- |
|  | 1.   | Pro Vasto           | 48 | 30 | 21 | 6  | 3  | 58 | 20 | +38 |
|  | 2.   | Termoli             | 44 | 29 | 18 | 8  | 3  | 56 | 20 | +36 |
|  | 3.   | Popoli              | 40 | 30 | 14 | 12 | 4  | 62 | 34 | +28 |
|  | 4.   | Pro Calcio Pescara  | 36 | 30 | 14 | 8  | 8  | 60 | 31 | +29 |
|  | 4.   | Sulmona             | 36 | 29 | 15 | 6  | 8  | 56 | 34 | +22 |
|  | 6.   | Virtus Piano d'Orta | 34 | 30 | 15 | 4  | 11 | 37 | 33 | +4  |
|  | 7.   | Asfalti Abruzzi     | 31 | 30 | 12 | 7  | 11 | 61 | 37 | +24 |
|  | 7.   | Francavilla         | 31 | 30 | 12 | 7  | 11 | 45 | 55 | -10 |
|  | 9.   | Chieti Scalo        | 30 | 29 | 12 | 6  | 11 | 45 | 38 | +7  |
|  | 10.  | Carsoli             | 26 | 30 | 10 | 6  | 14 | 46 | 47 | -1  |
|  | 11.  | Nino Mezzanotte     | 23 | 29 | 9  | 5  | 15 | 39 | 45 | -6  |
|  | 12.  | Guardiagrele        | 22 | 30 | 8  | 6  | 16 | 31 | 47 | -16 |
|  | 13.  | Santegidiese        | 21 | 30 | 7  | 7  | 16 | 37 | 54 | -17 |
|  | 13.  | Oratoriana          | 21 | 30 | 8  | 5  | 17 | 48 | 64 | -16 |
|  | 15.  | Aterno (-1)         | 15 | 30 | 7  | 3  | 20 | 23 | 77 | -54 |
|  | 16.  | Atessa              | 16 | 30 | 5  | 6  | 19 | 30 | 90 | -60 |

Legenda:
      Campione abruzzese del C.N.D. e ammesso alle finali nazionali.
  Retrocessa e in seguito riammessa.
      Retrocesso in Prima Divisione.
Regolamento:
Due punti a vittoria, uno a pareggio, zero a sconfitta.
Pari merito in caso di pari punti.
Note:
Termoli, Sulmona, Chieti Scalo e Nino Mezzanotte una partita in meno (risultati non reperiti).
Aterno ha scontato 1 punto di penalizzazione in classifica per una rinuncia.
- Il Pro Vasto è promosso in Interregionale 1958-1959.

### Libri
- Annuario degli Enti Federali e delle Società 1956-57, edito dalla FIGC, da cui sono stati tratti i colori e le denominazioni delle società qui esposte.

### Giornali
- Archivio della Gazzetta dello Sport, anni 1957 - 1958, consultabile presso le Biblioteche:
  - Biblioteca Nazionale Braidense di Milano;
  - Biblioteca Nazionale Centrale di Firenze;
  - Biblioteca Nazionale Centrale di Roma;
  - Biblioteca Civica Berio di Genova;
  - e presso Emeroteca del C.O.N.I. di Roma (non è online ma è da consultare in sede).